# Гатборо (Пенсільванія)
Гатборо (англ. Hatboro) — місто (англ. borough) в США, в окрузі Монтгомері штату Пенсільванія. Населення — 8238 осіб (2020).

## Географія
Гатборо розташоване за координатами 40°10′39″ пн. ш. 75°6′20″ зх. д. / 40.17750° пн. ш. 75.10556° зх. д. (40.177440, -75.105504).  За даними Бюро перепису населення США в 2010 році місто мало площу 3,68 км², уся площа — суходіл.

### Клімат
| Клімат : Гатборо             | Клімат : Гатборо | Клімат : Гатборо | Клімат : Гатборо | Клімат : Гатборо | Клімат : Гатборо | Клімат : Гатборо | Клімат : Гатборо | Клімат : Гатборо | Клімат : Гатборо | Клімат : Гатборо | Клімат : Гатборо | Клімат : Гатборо | Клімат : Гатборо |
| Показник                     | Січ.             | Лют.             | Бер.             | Квіт.            | Трав.            | Черв.            | Лип.             | Серп.            | Вер.             | Жовт.            | Лист.            | Груд.            | Рік              |
| Середній максимум, °C        | 3,9              | 6,1              | 11,1             | 17,2             | 23,3             | 27,8             | 30,6             | 29,4             | 25,0             | 18,9             | 12,8             | 6,7              | 17,8             |
| Середній мінімум, °C         | −4,4             | −3,9             | 0,6              | 5,6              | 11,1             | 16,1             | 18,9             | 18,3             | 13,9             | 7,2              | 2,8              | −1,7             | 7,1              |
| Норма опадів, мм             | 99               | 76               | 107              | 99               | 122              | 91               | 119              | 109              | 119              | 86               | 94               | 97               | 1218             |
| ---------------------------- | ---------------- | ---------------- | ---------------- | ---------------- | ---------------- | ---------------- | ---------------- | ---------------- | ---------------- | ---------------- | ---------------- | ---------------- | ---------------- |
| Джерело: The Weather Channel |                  |                  |                  |                  |                  |                  |                  |                  |                  |                  |                  |                  |                  |

## Демографія
Згідно з переписом 2010 року, у селищі мешкало 7360 осіб у 3043 домогосподарствах у складі 1933 родин. Густота населення становила 1999 осіб/км².  Було 3319 помешкань (901/км²).
Расовий склад населення:
| - 92,4 % — білих - 2,7 % — чорних або афроамериканців - 1,6 % — азіатів - 0,3 % — корінних американців - 1,4 % — осіб інших рас |

До двох чи більше рас належало 1,6 %. Частка іспаномовних становила 4,3 % від усіх жителів.
За віковим діапазоном населення розподілялося таким чином: 22,1 % — особи молодші 18 років, 64,1 % — особи у віці 18—64 років, 13,8 % — особи у віці 65 років та старші. Медіана віку мешканця становила 38,9 року. На 100 осіб жіночої статі у селищі припадало 93,6 чоловіків;  на 100 жінок у віці від 18 років та старших — 91,1 чоловіків також старших 18 років.
Середній дохід на одне домашнє господарство  становив 79 965 доларів США (медіана — 67 146), а середній дохід на одну сім'ю — 92 845 доларів (медіана — 85 065). Медіана доходів становила 58 750 доларів для чоловіків та 44 063 долари для жінок. За межею бідності перебувало 6,0 % осіб, у тому числі 4,1 % дітей у віці до 18 років та 13,3 % осіб у віці 65 років та старших.
Цивільне працевлаштоване населення становило 4153 особи. Основні галузі зайнятості: освіта, охорона здоров'я та соціальна допомога — 25,1 %, науковці, спеціалісти, менеджери — 13,0 %, виробництво — 12,4 %.